# Cachoeira Paulista
Cachoeira Paulista är en kommun i Brasilien.   Den ligger i delstaten São Paulo, i den sydöstra delen av landet, 800 km söder om huvudstaden Brasília. Antalet invånare är 30 099. Arean är 288 kvadratkilometer.
Terrängen i Cachoeira Paulista är platt åt nordväst, men åt sydost är den kuperad.
Omgivningarna runt Cachoeira Paulista är huvudsakligen savann. Runt Cachoeira Paulista är det ganska tätbefolkat, med 96 invånare per kvadratkilometer.